# تنپیو-کانپو
تنپیو-کانپو (به ژاپنی: 天平感宝 Tenpyō-kanpō) نام عصر ژاپنی بود. این عصر بعد از تنپیو و قبل از تنپیو-شوهو قرار داشت و از آوریل ۷۴۹ تا اوت ۷۴۹ به طول انجامید. در طی این عصر امپراتور شومو حکمران ژاپن بود.